# Siderno
Siderno é uma comuna italiana da região da Calábria, província de Reggio Calabria, com cerca de 16.917 habitantes. Estende-se por uma área de 31 km², tendo uma densidade populacional de 546 hab/km². Faz fronteira com Agnana Calabra, Gerace, Grotteria, Locros, Mammola.

## Demografia
| Variação demográfica do município entre 1861 e 2011                               |
|                                                                                   |
| Fonte: Istituto Nazionale di Statistica (ISTAT) - Elaboração gráfica da Wikipedia |